# Joe Gacy
Joseph Ruby (né le 8 août 1987 à Franklinville (New Jersey)) est un catcheur (lutteur professionnel) américain. Il travaille actuellement à la World Wrestling Entertainment, dans la division SmackDown, sous le nom de Joe Gacy, où il est l'actuel champion par équipes avec Dexter Lumis.
Gacy est connu pour son travail au sein de Combat Zone Wrestling (CZW), où il a été trois fois champion du monde poids lourd et trois fois champion de la CZW Wired. Il a également travaillé pour Evolve, où il a été un temps champion par équipe.

## Carrière de catcheur professionnel

### Evolve(2018-2020)
Gacy a fait sa première apparition pour Evolve dans un match par équipe le 8 septembre 2018, à Evolve 112, aux côtés de Steve Pena, lors d'un match qu'ils perdirent contre Facade et Jason Kincaid. Son premier match en simple contre Adrian Jaoude, le 28 octobre à Evolve 114, fut aussi une défaite. Sa première victoire a eu lieu contre Colby Corino le 18 janvier 2019, à Evolve 116.
Le 16 février, à Evolve 122, après le match pour le titre entre JD Drake et Montez Ford, Eddie Kingston a sauté sur les deux lutteurs et a été rejoint dans l'attaque d'après match par Gacy, Corino et Shane Strickland, formant ainsi The Unwanted. Le 15 mars, à Evolve 123, Gacy et Kingston ont battu les Street Profits pour le championnat par équipe d'Evolve, mettant fin au règne de 138 jours de l'équipe NXT. Pendant le week-end de WrestleMania, le 4 avril, à Evolve 125, Gacy et Kingston ont battu le duo DDT composé de Konosuke Takeshita et Mao. Le 10 mai, à Evolve 127, Gacy a été battu par Drake dans un match pour le titre du championnat WWN. Le jour suivant, à Evolve 128, Gacy et Kingston ont battu Drake et Anthony Henry, dans lequel Drake a pris le dessus après que Henry l'ait abandonné. Le 29 juin, à Evolve 129, Gacy et Kingston ont battu la paire composée d'Anthony Greene et Curt Stallion, grâce a un coup droit de Gacy sur Stallion, permettant à Kingston de lui faire un suplex pour la victoire.
Le 20 juin, à Evolve 130, Gacy et Kingston interviennent dans le match pour le titre entre Drake et Babatunde, qui se solde alors par un match nul. Ils ont continué à les tabasser, jusqu'à ce que Drake et Babatunde parviennent à les séparer et à leur donner une série de coups. Gacy et Kingston ont ensuite couru vers les coulisses, tandis que Babatunde les poursuivait. Plus tard dans la soirée, Gacy et Kingston étaient impliqués dans un Fatal-4-Way Élimination Tag Team Match, aux côtés d'AR Fox et Leon Ruff, des Beaver Boys (Alex Reynolds et John Silver) et de Milk Chocolate (Brandon Watts et Randy Summers), gagné par Fox et Ruff. Par la suite, Gacy et Kingston ont attaqué ces derniers par derrière, Babutunde est sorti des coulisses et était sur le point de leur effectuer un double chokeslam, quand Corino et Sean Maluta arrivèrent pour faire le sauvetage, ce qui entraîna un passage à tabac. Le 13 juillet, à Evolve 131, Fox et Ruff ont battu Gacy et Kingston pour le championnat par équipe Evolve, mettant fin au règne de 120 jours de The Unwanted.

### Westside Xtreme Wrestling (2020)
Le 8 mars 2020, lors du wXwNOW Showcase du tournoi wXw 16 Carat Gold, Gacy a battu Anthony Greene dans un match sans titre, avec un lariat.

### WWE

#### NXT (2020-2024)
Le 31 août 2020, il a été rapporté que Gacy avait signé un contrat avec la WWE, à la suite de l'achat d'Evolve par la société en juillet. Le 7 octobre, la WWE annonce qu'il s'était présenté, aux côtés de cinq autres lutteurs professionnels d'Evolve, au centre d'entraînement de la WWE. Dans l'épisode de 205 Live du 2 juillet 2021 , Gacy fait ses débuts à la télévision en battant Desmond Troy pour se qualifier pour le tournoi NXT Breakout de 2021. Dans l'épisode de NXT du 3 août, Gacy est éliminé au premier tour par Trey Baxter,.
Dans l'épisode de NXT du 21 septembre, Gacy a commencé une nouvelle gimmick, incarnant un porte-parole politiquement correct qui « veut faire de NXT son espace sûr », s'établissant ainsi comme un heel. Il a ensuite été battu par Cameron Grimes. Dans l'épisode du 5 octobre, il a vaincu Ikemen Jiro et lui a ensuite fait un câlin,. Gacy a formé une alliance avec Harland qui a commencé à l'accompagner sur le ring en tant que garde du corps. Lors de l'épisode de NXT 2.0 du 23 novembre, il a convaincu le champion Cruiserweight, Roderick Strong, de lui accorder un match pour le championnat Cruiserweight à NXT WarGames, bien qu'il pèse plus 205 livres ( 93kg ). À NXT Wargames, Gacy n'a pas réussi à remporter le titre,. En avril 2022, Gacy a commencé une rivalité avec le champion NXT, Bron Breakker, après que lui et Harland aient kidnappé le père de Breakker, Rick Steiner. Le personnage de Gacy a commencé à se transformer en un chef de secte sombre et sadique. Un match pour le titre entre Gacy et Breakker a alors été officialisé pour NXT Spring Break', le 3 mai 2022. Gacy ne parvint pas à remporter le championnat. Gacy défia Breakker pour un match revanche à NXT In Your House, avec la stipulation que si Breakker est disqualifié, il perd le Titre NXT. Gacy échouera encore une fois à remporter le championnat.
Dans l'épisode du 19 juillet 2022, Gacy a révélé l'identité des druides, apparu après son match contre Breakker à Spring Breakin', comme étant la Dyade, composée de Jagger Reid et Rip Fowler. Collectivement, Gacy et la Dyade étaient connus sous le nom de Schism, et ils ont commencé une rivalité avec Cameron Grimes. Au cours de cette rivalité, Ava Raine, qui faisait ses débuts, rejoignit Schism et coûta la victoire à Grimes lors de son dernier match contre Gacy, le 8 novembre, mettant fin à la rivalité. Gacy a participé au match Iron Survivor Challenge masculin à NXT Deadline, mais n'a pas réussi à devenir le prétendant numéro 1 au Titre NXT. Le Schism commença lentement à se dissoudre en septembre 2023, notamment via l'expiration des contrats de The Dyade, le 14 septembre, et culminant dans un segment en coulisses à NXT No Mercy où Gacy a déclaré que le Schism était "mort", ce qui a été suivi par un tweet cryptique d'Ava disant simplement "au revoir" à NXT,.
Au cours de la deuxième semaine de NXT Halloween Havoc, le 31 octobre 2023, Gacy est apparue dans une vignette faisant peut-être allusion à un nouveau changement de personnage. Au cours des semaines suivantes, il apparaît dans des segments dans lesquels il apparaît hors du coffre d'une voiture, se faisant également passer pour un ouvrier du bâtiment. Dans l'épisode du 16 janvier 2024 de NXT, Gacy faisait partie de la table des commentateurs aux côtés de Booker T et Vic Joseph pendant le match entre Dijak et Trey Bearhill. Pendant le match, Dijak a insulté verbalement Booker T et Joseph, et a fait tomber le casque de Gacy alors que ce dernier défendait Booker et Joseph. Après le match, Gacy a attaqué Dijak, se retournant et déclenchant une querelle avec Dijak dans le processus. Gacy a été battu par Dijak dans un match sans disqualification à NXT Vengeance Day et à nouveau à NXT Roadblock dans un match Asylum,. À Stand & Deliver, Gacy a été attaqué par Ridge Holland avec une chaise, mais Gacy a dit à l'arbitre qu'il était toujours capable de concourir. Il finit par vaincre Shawn Spears lors de son dernier match pour NXT.

#### The Wyatt Sicks, champion par équipes avec Dexter Lumis (2024-...)
Le 17 juin 2024 à Raw, il fait ses débuts dans le show rouge, en tant que Tweener, sous le nom de Huskus the Big Boy, aux côtés de Uncle Howdy, Erick Rowan, Dexter Lumis et Nikki Cross, où le quintet forme un clan appelé The Wyatt Sicks.
Le 29 juillet à Raw, il enlève son masque et dévoile son nouveau look. Le 9 septembre à Raw, sous l'assistance d'Uncle Howdy, il dispute son premier match aux côtés de ses trois partenaires et ensemble, ils battent American Made (Chad Gable, The Creed Brothers et Ivy Nile) dans un 8-Person Mixed Street Fight Tag Team match.
Le 14 janvier 2025, son clan est officiellement transféré à SmackDown. 
Le 23 mai à SmackDown, les cinq membres du clan font leurs retours, attaquent #DIY, Fraxiom et les Street Profits.
Le 11 juillet à SmackDown, Dexter Lumis et lui deviennent les nouveaux champions par équipes en battant les Street Profits et remportent les titres pour la première fois de leurs carrières.

## Palmarès
- BriiCombination Wrestling
  - 1 fois Champion Poids Lourds BCW[36]
- Combat Zone Wrestling
  - 3 fois Champion du Monde Poids-Lourds CZW [37]
  - 3 fois Champion CZW Wired TV [38]
- Dynamite Championship Wrestling
  - 1 fois Champion DCW No Limits [39]
- East Coast Wrestling Association
  - 1 fois Champion Poids-Lourds ECWA Mid-Atlantic [40]
- Evolve
  - 1 fois Champion par Équipe Evolve avec Eddie Kingston [41]
- Ground Breaking Wrestling
  - 1 fois Champion du Monde GBW [42]
  - 1 fois Champion GBW Breaker [43]
- Maryland Championship Wrestling
  - 2 foifs Champion MCW Rage Television[44]
- New York Wrestling Connection
  - 1 fois Champion NYWC Fusion [45]
- NWA Force One Pro Wrestling
  - 1 fois Champion Poids-Lourds F1 [46]
  - 1 fois Champion par Équipe F1 avec Ryan Slater[47]
- Pro Wrestling Illustrated
  - Classé 199e du top 500 catcheurs solo de la PWI 500 de 2020[48]
- Real Championship Wrestling
  - 1 fois Champion par Équipe RCW avec Ryan Slater[49]
- Vicious Outcast Wrestling
  - 1 fois Champion VOW Anarchy [50]
- We Want Wrestling
  - 1 fois Champion We Want Wrestling [51],[52],[53]
- Xcite Wrestling
  - 2 fois Champion Poids-Lourds Xcite [54]